# L.O.T. (Love Or Truth)
『L.O.T. (Love Or Truth)』（エル・オー・ティー・ラブ・オア・トゥルース）はm-floの5枚目のシングルで6枚目の『chronopsychology』と同時発売した。1999年11月25日発売。
「L.O.T. (Love Or Truth)」はm-floの楽曲では初のバラード曲。初のドラマ主題歌のタイアップで、テレビ朝日系 月曜ドラマ・イン『ベストフレンド』の主題歌になった。
チャート順位では同時発売の『chronopsychology』（29位）よりも上回っている。

## 収録曲
1. L.O.T.(Love Or Truth)
  - テレビ朝日系 月曜ドラマ・イン『ベストフレンド』主題歌
2. L.O.T. (Love Or Truth) <Agape Mix>
  - ☆Takuによる南国風なリミックス、リミックスアルバム『The Replacement Percussionists』では曲のみでLISAは歌っていない。
3. L.O.T. (Love Or Truth) <Phileo Mix>
  - リミックスアルバム『The Replacement Percussionists』に未収録のリミックス
4. L.O.T. (Love Or Truth) <Instrumental>

## カバー
- SYUNYA（2011年、アルバム『m-flo TRIBUTE 〜stitch the future and past〜』）